# 宗正增三
蛇夫座41，又名BD-00 3255，HD 156266、SAO 141586、HR 6415，是蛇夫座的一颗恒星，视星等为4.73，位于銀經21.2，銀緯20.75，其B1900.0坐标为赤經17h 11m 28.6s，赤緯-0° 20.75′ 57″。